# Chãos
Chãos é uma povoação portuguesa sede da Freguesia de Chãos do Município de Ferreira do Zêzere, freguesia com 23,34 km² de área e 465 habitantes (censo de 2021), tendo, por isso, uma densidade populacional de 19,9 hab./km².

## História
Criada em 1554, por desanexação da freguesia de Nossa Senhora da Graça de Areias, pertenceu ao concelho de Pias até à sua extinção em 6 de novembro de 1836, passando a integrar o cocelho (atual município) de Ferreira do Zêzere.

## Demografia
A população registada nos censos foi:
| Distribuição da População por Grupos Etários | Distribuição da População por Grupos Etários | Distribuição da População por Grupos Etários | Distribuição da População por Grupos Etários | Distribuição da População por Grupos Etários |
| -------------------------------------------- | -------------------------------------------- | -------------------------------------------- | -------------------------------------------- | -------------------------------------------- |
| Ano                                          | 0-14 Anos                                    | 15-24 Anos                                   | 25-64 Anos                                   | > 65 Anos                                    |
| 2001                                         | 66                                           | 75                                           | 309                                          | 294                                          |
| 2011                                         | 71                                           | 38                                           | 275                                          | 213                                          |
| 2021                                         | 49                                           | 29                                           | 198                                          | 189                                          |

## Geografia
Com 23,34 km² de área, Chãos confina com Areias de Ferreira do Zêzere, Alviobeira, Casais e Além da Ribeira, do Município de Tomar, Formigais, do Município de Ourém, e Pelmá, do Município de Alvaiázere. É composta pelos lugares de Almogadel, Cabeças, Carrascal, Casal de Santa Iria, Chãos, Cumes, Cumiada, Jamprestes, Laranjeira, Olival, Ovelheiras, Pinheiros, Portelinha, Quebrada de Cima, Quebrada do Meio e Travessa.
O seu topónimo tem origem no facto de esta localidade assentar em terrenos baixos, que estiveram submergidos durante muito tempo, tendo-se encontrado aí uma grande quantidade de conchas petrificadas.
Os acessos a esta povoação são feitos através da EN 110 e de várias estradas municipais. Para além da sua esplendorosa paisagem natural, podemos ainda apreciar em Chãos o seu vasto património histórico.

## Património Histórico/Turístico

### Igreja Matriz
Este templo é constituído por uma só nave, coberta por um tecto em madeira de três planos, uma capela-mor de abóbada de berço pintada. No interior, dois altares colaterais e dois laterais e contém uma série de imagens quinhentistas, de pedra, inspiradas na escultura erudita tomarense e coimbrã. Na sacristia guarda-se um prato de latão de ofertas onde podemos observar, em relevo, dois homens trajados à maneira quinhentista, que transportam um grande cacho de uvas.

### Capela de Santa Rita de Cássia
No seu interior podemos observar uma imagem de Santa Casta, quatrocentista, em pedra.

### Ermida de Nossa Senhora da Encarnação
No seu interior podemos encontrar uma imagem, a de Nossa Senhora da Encarnação em madeira, datada do século XVII.
- Capela de São Sebastião
- Capela de São Pedro
- Capela de Nossa Senhora de Fátima
- Capela de Santa Bárbara
- Ponte Romana
- Miradouro da Moita Alva
- Cruzeiro de Chãos
- Fonte de Moleiros
- Chafariz de Almogadel
- Praia Fluvial da Laranjeira
- Parque Natural de Moita da Alva
- Monte Cabeço do Moinho

## Festas, Feiras e Romarias
- Festa do Sagrado Coração de Jesus - Esta festa religiosa tem lugar em Chãos, no primeiro Domingo de Setembro.
- Festa de Santo António - Esta festa é realizada em Chãos no dia 13 de Junho.
- Festa de São Sebastião - É realizada no mês de Julho em Jamprestes.
- Festa de São Pedro - Esta festa é também realizada em Julho.
- Festa de Nossa Senhora da Encarnação - Festa realizada no dia 1 de Maio.

- Grande Concentração - Concentração organizada pela Lusobikers-bxl, moto-clube português na Bélgica, conta com espectáculos, camping e muito mais..

- Romaria de Nossa Senhora do Pranto - Apesar de ser uma festa que se realiza numa freguesia vizinha, mais especificamente em Dornes, é hábito, o povo de Chãos afluir a esta romaria na Segunda-feira de Páscoa. Esta romaria tem origem numa lenda que diz que esta Senhora terá aparecido numas matas espessas que existiam nos subúrbios de Dornes.

## Feiras
No segundo Domingo de cada mês, realiza-se neste povoado uma feira, que funciona entre as 7h e as 13h. Aqui, os populares podem fazer as suas compras, contando com os produtos mais diversificados, que englobam o pronto-a-vestir, os objectos de cozinha, os brinquedos, a bijuteria, a música, entre outros